# City Boy
Singles de Donkeyboy
Stereolife
(2009) Pull of the Eye
(2012)
Pistes de Silver Moon
Silver Moon
(1) Drive
(3)
City Boy est une chanson du groupe norvégien Donkeyboy, sortie le 29 novembre 2011 en tant que premier single de son second album studio, Silver Moon. Le titre a été un succès au Danemark et en Norvège, atteignant la première position des classements musicaux de singles dans ces pays,.

## Classement hebdomadaire
| Classement (2011)                  | Meilleure position |
| ---------------------------------- | ------------------ |
| Danemark (Tracklisten)             | 1                  |
| Finlande (Suomen virallinen lista) | 7                  |
| Norvège (VG-lista)                 | 1                  |

## Certifications
| Pays            | Certification |
| --------------- | ------------- |
| Danemark (IFPI) | Platine       |